# Kootenay (jezioro)
Kootenay Lake – jezioro w Kanadzie w prowincji Kolumbia Brytyjska na rzece Kootenay. Obecny kształt uzyskało poprzez budowę zapory Corra Linn w 1932 roku. Jezioro jest długie, wąskie i głębokie, przypominając nieco fiordy. Długość wynosi 154 km, a szerokość od 4 do 8 km. Po obu jego stronach znajdują się góry Purcell i Selkirk.
Jezioro zorientowane jest w osi północ-południe, z dodatkowym ramieniem  w kierunku zachodnim o długości 35 km. Nad ramieniem leży miasto Nelson. Innymi miejscowościami leżącymi na brzegach Kootenay są m.in. Kaslo, Crawford Bay, Balfour, Procter, Harrop i Kootenay Bay.
Na jeziorze funkcjonuje darmowy prom Kootenay Lake Ferry, łączący miasta Balfour i Kootenay Bay. W okresie letnim kursują dwa promy, w zimowym - jeden.